# Saab Blue Spirit

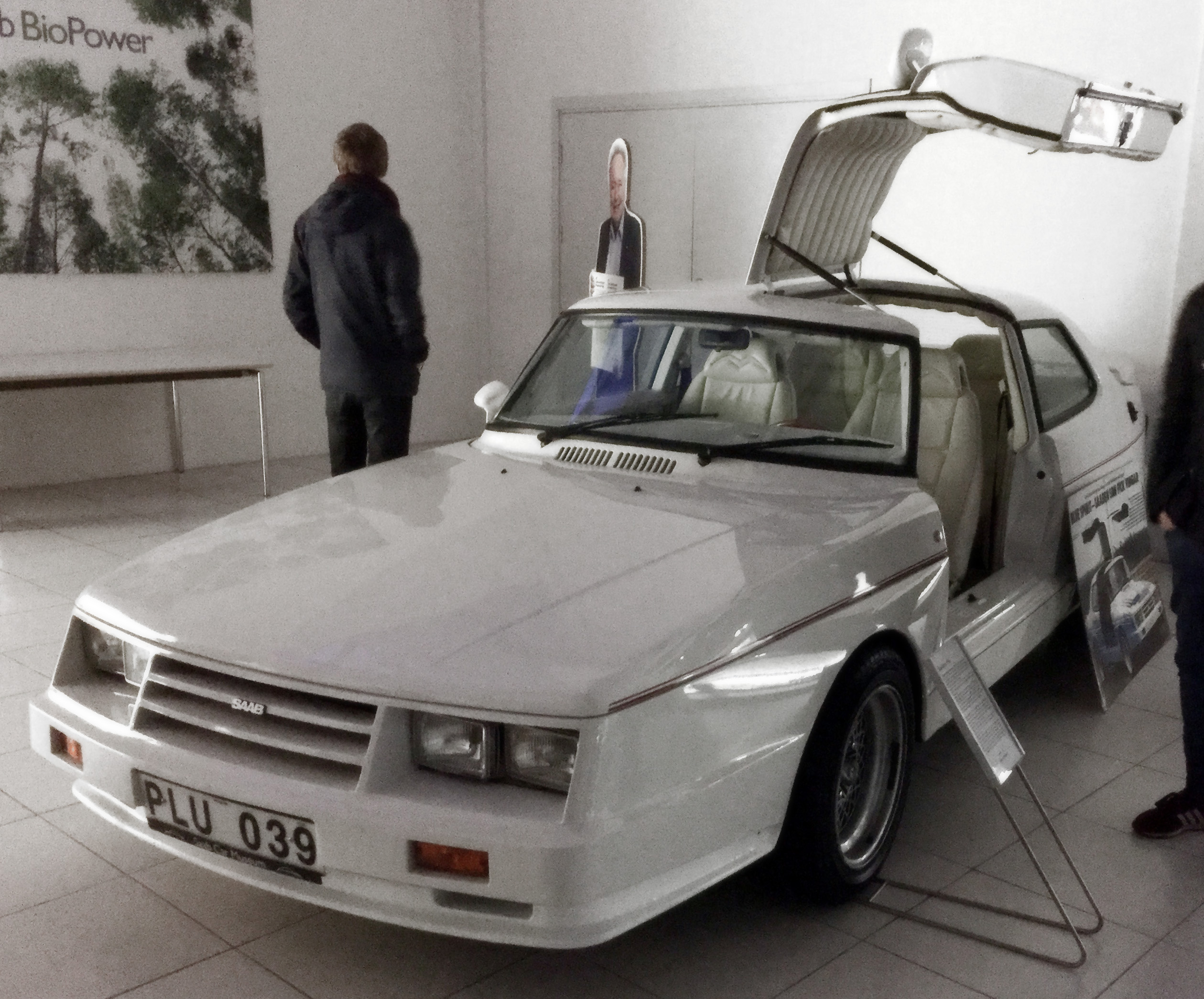
Saab Blue Spirit på Saabs bilmuseum i Trollhättan

Saab Blue Spirit var en experimentbil som 1984 byggdes för den svenska biltillverkaren Saabs räkning efter att regelverket ändrats så att radikalt ombyggda bilar fick tas i trafik om de klarade Svensk bilprovnings föreskrifter. Bilen baserades på en silverfärgad Saab 99 EMS från 1976 och byggdes om av Leif Mellberg i Nyköping under ledning av Saabs projektledare Bertil Gustafsson. Blue Spirit uppmärksammades framför allt för sina måsvingedörrar. Ombyggnadsarbetet dokumenterades av ett filmbolag.

## Namnet
Inom Saabs personbilsdivision, vilken vid den här tiden låg i Nyköping, gick bilen oftast under arbetsnamnet custombilen. Namnet Blue Spirit fick bilen genom en namntävling.

## Kulör
Ursprungligen lackades bilen i en benvit färg med blåa V-formade ränder och registrerades med numret JKT 357. Sedan Saab sålt bilen kom den att lackeras om och fick senare ett annat registreringsnummer. Bilen är i privat ägo.